# Galium schoenbeck-temesyae
Galium schoenbeck-temesyae là một loài thực vật có hoa trong họ Thiến thảo. Loài này được Ehrend. mô tả khoa học đầu tiên năm 2005.